# Levet (Cher)
Pour les articles homonymes, voir Levet.
Levet est une commune française située dans le département du Cher en région Centre-Val de Loire.

## Géographie

### Localisation
Levet est située au cœur de la région naturelle de la Champagne Berrichonne, à 17 km au Sud de Bourges.
Le  territoire  communal  est  parcouru  du  nord  au  sud par  la  RD  2144,  voie  classée  à  grande circulation.

### Hydrographie
Le territoire communal est drainé du nord au sud-est par la Rampenne, affluent de l'Auron, un sous-affluent du Cher et de la Loire.

### Climat
Pour des articles plus généraux, voir Climat du Centre-Val de Loire et Climat du Cher.
En 2010, le climat de la commune est de type climat océanique dégradé des plaines du Centre et du Nord, selon une étude du CNRS s'appuyant sur une série de données couvrant la période 1971-2000. En 2020, Météo-France publie une typologie des climats de la France métropolitaine dans laquelle la commune est exposée à un climat océanique altéré et est dans la région climatique  Centre et contreforts nord du Massif Central, caractérisée par un air sec en été et un bon ensoleillement. 
Pour la période 1971-2000, la température annuelle moyenne est de 11,1 °C, avec une amplitude thermique annuelle de 15,5 °C. Le cumul annuel moyen de précipitations est de 757 mm, avec 11,9 jours de précipitations en janvier et 7,1 jours en juillet. Pour la période 1991-2020, la température moyenne annuelle observée sur la station météorologique la plus proche, située sur la commune de Dun-sur-Auron à 13 km à vol d'oiseau, est de 12,0 °C et le cumul annuel moyen de précipitations est de 785,3 mm,. Pour l'avenir, les paramètres climatiques de la commune estimés pour 2050 selon différents scénarios d'émission de gaz à effet de serre sont consultables sur un site dédié publié par Météo-France en novembre 2022.

## Urbanisme

### Typologie
Au 1er janvier 2024, Levet est catégorisée commune rurale à habitat dispersé, selon la nouvelle grille communale de densité à 7 niveaux définie par l'Insee en 2022.
Elle est située hors unité urbaine. Par ailleurs la commune fait partie de l'aire d'attraction de Bourges, dont elle est une commune de la couronne,. Cette aire, qui regroupe 111 communes, est catégorisée dans les aires de 50 000 à moins de 200 000 habitants,.

### Occupation des sols
L'occupation des sols de la commune, telle qu'elle ressort de la base de données européenne d’occupation biophysique des sols Corine Land Cover (CLC), est marquée par l'importance des territoires agricoles (78,3 % en 2018), une proportion sensiblement équivalente à celle de 1990 (79,1 %). La répartition détaillée en 2018 est la suivante : 
terres arables (76,5 %), forêts (16,2 %), zones urbanisées (4,1 %), prairies (1,6 %), zones industrielles ou commerciales et réseaux de communication (1,5 %), zones agricoles hétérogènes (0,2 %).
L'évolution de l’occupation des sols de la commune et de ses infrastructures peut être observée sur les différentes représentations cartographiques du territoire : la carte de Cassini (XVIIIe siècle), la carte d'état-major (1820-1866) et les cartes ou photos aériennes de l'IGN pour la période actuelle (1950 à aujourd'hui).

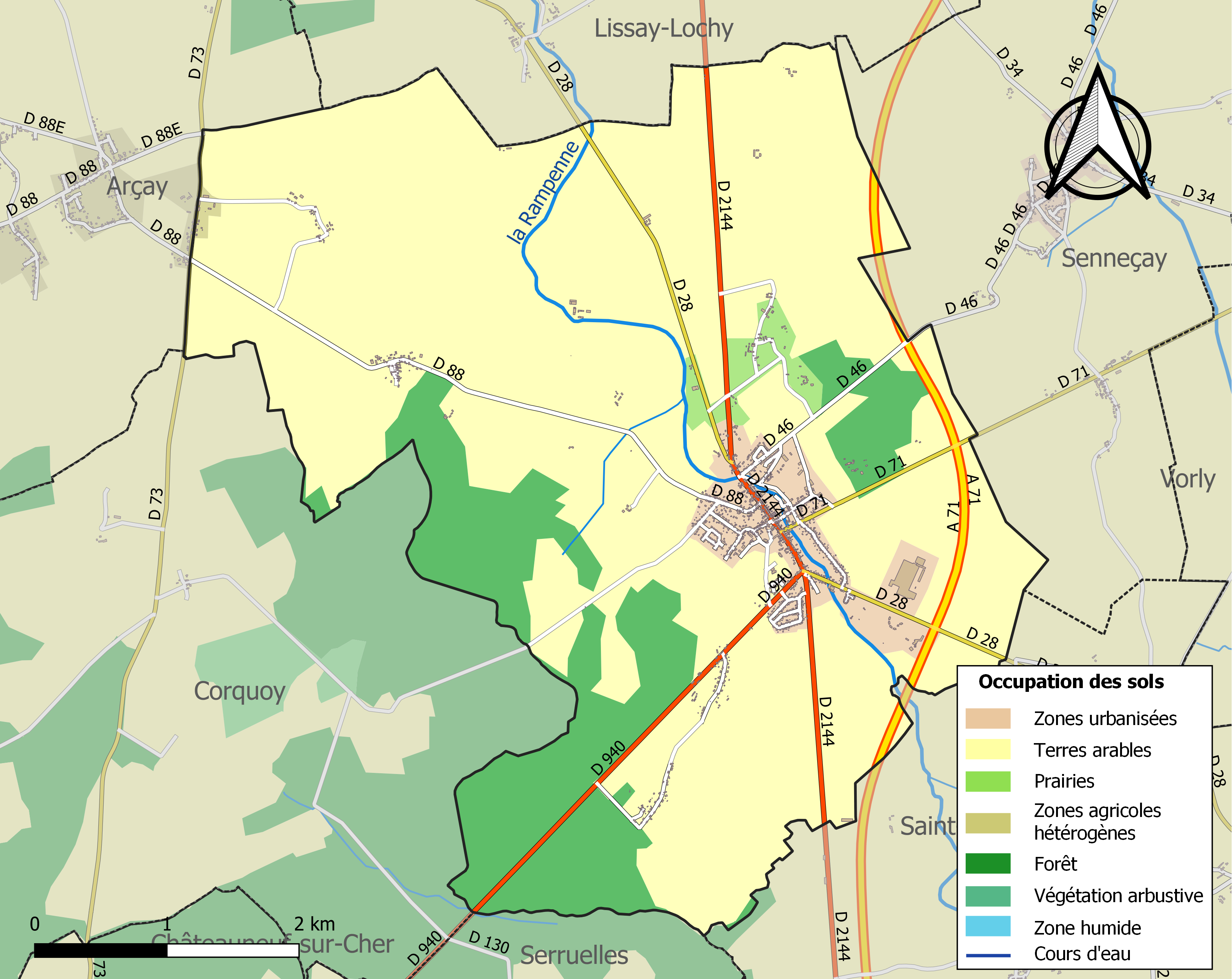
Carte des infrastructures et de l'occupation des sols de la commune en 2018 (CLC).

### Risques majeurs
Le territoire de la commune de Levet est vulnérable à différents aléas naturels : météorologiques (tempête, orage, neige, grand froid, canicule ou sécheresse), mouvements de terrains et séisme (sismicité faible). Il est également exposé à un risque technologique,  le transport de matières dangereuses. Un site publié par le BRGM permet d'évaluer simplement et rapidement les risques d'un bien localisé soit par son adresse soit par le numéro de sa parcelle.

#### Risques naturels

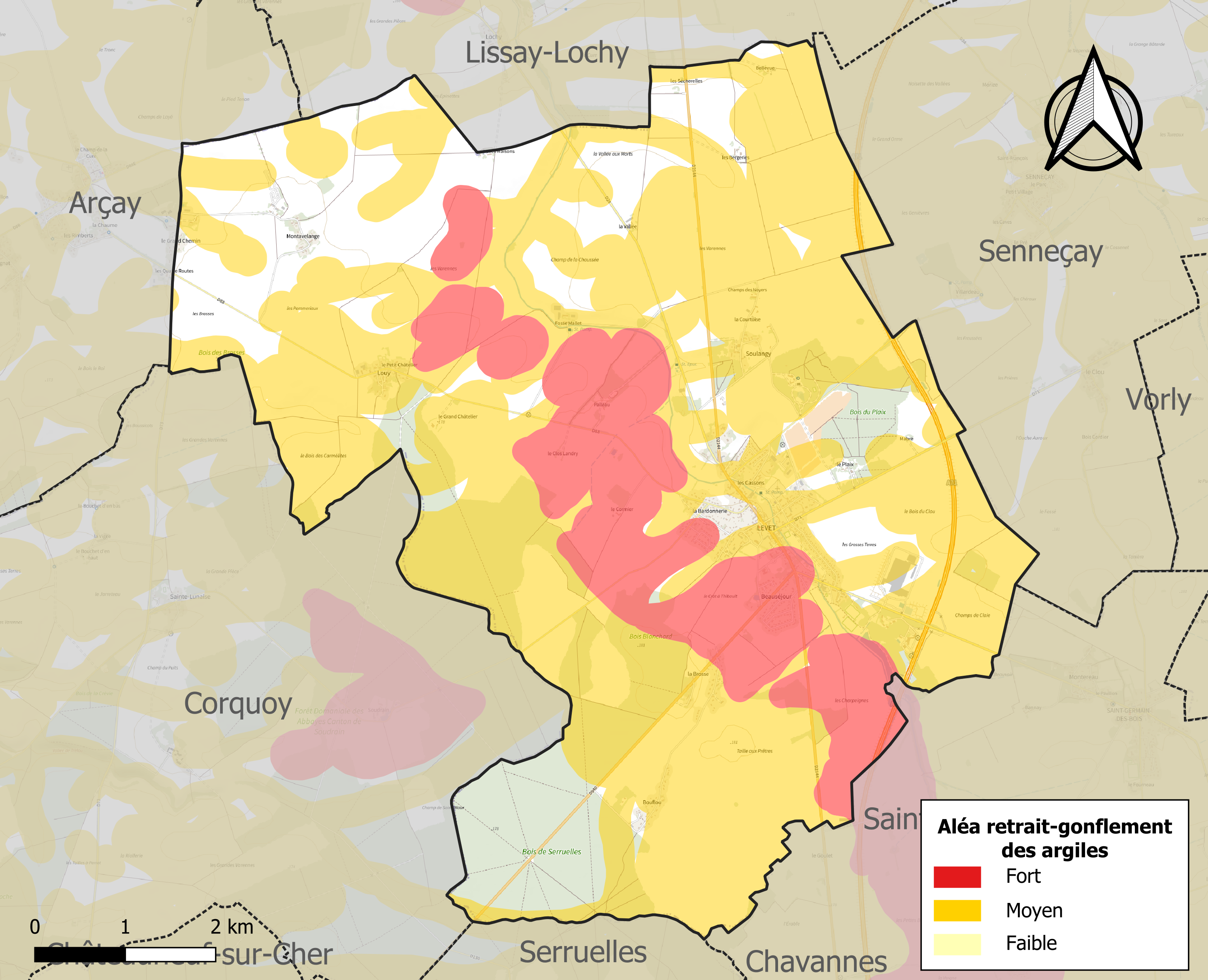
Carte des zones d'aléa retrait-gonflement des sols argileux de Levet.

La commune est vulnérable au risque de mouvements de terrains constitué principalement du retrait-gonflement des sols argileux. Cet aléa est susceptible d'engendrer des dommages importants aux bâtiments en cas d’alternance de périodes de sécheresse et de pluie. 79,4 % de la superficie communale est en aléa moyen ou fort (90 % au niveau départemental et 48,5 % au niveau national). Sur les 635 bâtiments dénombrés sur la commune en 2019, 525 sont en aléa moyen ou fort, soit 83 %, à comparer aux 83 % au niveau départemental et 54 % au niveau national. Une cartographie de l'exposition du territoire national au retrait gonflement des sols argileux est disponible sur le site du BRGM,.
Concernant les mouvements de terrains, la commune a été reconnue en état de catastrophe naturelle au titre des dommages causés par la sécheresse en 1989, 1991, 2011, 2018 et 2019 et par des mouvements de terrain en 1999.

#### Risques technologiques
Le risque de transport de matières dangereuses sur la commune est lié à sa traversée par des infrastructures routières ou ferroviaires importantes ou la présence d'une canalisation de transport d'hydrocarbures. Un accident se produisant sur de telles infrastructures est en effet susceptible d’avoir des effets graves au bâti ou aux personnes jusqu’à 350 m, selon la nature du matériau transporté. Des dispositions d’urbanisme peuvent être préconisées en conséquence.

## Toponymie
Les formes anciennes sont :
Vicaria Lavatensis en 1026 ; Lavatas en 1043 ; Lavetum en 1228 ; Levetum en 1241 ; Parrochia de Leveto en 1422.

## Histoire
Levet était l'une des nombreuses terres de la puissante famille de Thoury[réf. nécessaire].

## Politique et administration
La commune absorbe en 1830 la commune de Lochy. En 1831, la fusion est annulée et Lochy devient un hameau de Lissay-Lochy.

### Rattachements administratifs et électoraux
La commune se trouve  dans l'arrondissement de Bourges du département du Cher. Pour l'élection des députés, elle fait partie depuis 1988 de la troisième circonscription du Cher.
Elle était depuis 1793 le chef-lieu du canton de Levet. Dans le cadre du redécoupage cantonal de 2014 en France, la commune est intégrée au canton de Trouy

### Intercommunalité
Levet était la commune principale de la communauté de communes des Rampennes, créée fin 2001.
Celle-ci disparait le 31 décembre 2011, et ses communes réparties dans 3 intercommunalités différentes. Levet rejoint ainsi la communauté de communes Arnon Boischaut Cher dont elle est désormais membre.
Toutefois, la commune souhaite son rattachement à la communauté d'agglomération Bourges Plus, et le conseil municipal du 4 février 2015, ce qui n'a pas été accepté par Bourges Plus lors de la séance du conseil communautaire du 30 mars 2015

### Liste des maires
| Période                                  | Période   | Identité            | Étiquette | Qualité                                                   |
| ---------------------------------------- | --------- | ------------------- | --------- | --------------------------------------------------------- |
| Les données manquantes sont à compléter. |           |                     |           |                                                           |
| mars 1971                                | mars 1989 | Bernard de Menthon  |           | Agriculteur                                               |
| mars 1989                                | 1994      | René Vidal          |           |                                                           |
| 1994                                     | mars 2008 | Jean Daumin         |           | Entrepreneur                                              |
| mars 2008                                | mars 2014 | Jean-François Barot |           |                                                           |
| mars 2014                                | En cours  | Bruno Maréchal,     |           | Employé civil ou agent de service de la fonction publique |

### Distinctions et labels
Dans son palmarès 2016, le Conseil National des Villes et Villages Fleuris de France a attribué une fleur à la commune au Concours des villes et villages fleuris.

## Démographie
L'évolution du nombre d'habitants est connue à travers les recensements de la population effectués dans la commune depuis 1793. Pour les communes de moins de 10 000 habitants, une enquête de recensement portant sur toute la population est réalisée tous les cinq ans, les populations de référence des années intermédiaires étant quant à elles estimées par interpolation ou extrapolation. Pour la commune, le premier recensement exhaustif entrant dans le cadre du nouveau dispositif a été réalisé en 2005.

En 2022, la commune comptait 1 367 habitants, en évolution de −2,15 % par rapport à 2016 (Cher : −2,48 %, France hors Mayotte : +2,11 %).
| 1793 | 1800 | 1806 | 1821 | 1831 | 1836 | 1841 | 1846 | 1851 |
| ---- | ---- | ---- | ---- | ---- | ---- | ---- | ---- | ---- |
| 560  | 483  | 499  | 504  | 760  | 738  | 791  | 907  | 972  |

| 1856  | 1861  | 1866  | 1872 | 1876  | 1881  | 1886  | 1891 | 1896 |
| ----- | ----- | ----- | ---- | ----- | ----- | ----- | ---- | ---- |
| 1 012 | 1 032 | 1 017 | 984  | 1 110 | 1 020 | 1 021 | 949  | 924  |

| 1901 | 1906  | 1911  | 1921 | 1926 | 1931 | 1936 | 1946 | 1954 |
| ---- | ----- | ----- | ---- | ---- | ---- | ---- | ---- | ---- |
| 964  | 1 016 | 1 029 | 902  | 903  | 899  | 875  | 894  | 816  |

| 1962 | 1968 | 1975  | 1982  | 1990  | 1999  | 2005  | 2006  | 2010  |
| ---- | ---- | ----- | ----- | ----- | ----- | ----- | ----- | ----- |
| 867  | 992  | 1 108 | 1 266 | 1 342 | 1 269 | 1 287 | 1 292 | 1 366 |

| 2015  | 2020  | 2022  | - | - | - | - | - | - |
| ----- | ----- | ----- | - | - | - | - | - | - |
| 1 403 | 1 373 | 1 367 | - | - | - | - | - | - |

## Culture locale et patrimoine

### Lieux et monuments
- Église Saint-Martin.

### Personnalités liées à la commune
- Roland Guérin de Vaux, né le 17 décembre 1903 à Paris, décédé en 1971 à Jérusalem.

Il passe son enfance et son adolescence dans le domaine de Soulangy, commune de Levet.
Dominicain français, directeur de l'École biblique et archéologique française de Jérusalem de 1933 à 1971, située dans le quartier arabe de Jérusalem-Est.
Il dirigea l'équipe catholique qui travailla sur les manuscrits de Qumran. Son équipe fouilla le site de Khirbet Qumran, 1951-1956, et d’autres grottes près de Qumran au Nord-ouest de la mer Morte. Ces fouilles étaient dirigées par Ibrahim El-Assouli, représentant le musée archéologique de Palestine, qui devint le musée Rockefeller à Jérusalem-Est[réf. nécessaire].
Une place porte son nom dans le bourg de Levet.
- Albert Paulin, né le dimanche 21 novembre 1881 à Levet, député S.F.I.O. du Puy-de-Dôme, vice président de la Chambre des députés, conseiller général du Puy-de-Dôme.

### Héraldique
| Blason de Levet | Les armes de Levet se blasonnent ainsi : D'or au cœur de gueules accompagné en chef de trois marguerites de sinople et en pointe de quatre étoiles du même, ordonnées 3 et 1. |